# عيسى رمضان
عيسى رمضان (1957 شرق، الكويت - )؛ إعلامي كويتي، باحث وخبير ومحاضر في الأرصاد الجوية. يقدم النشرة الجوية في تلفزيون الكويت منذ عام 1984.

## حياته
ولد في عام 1957، في منطقة شرق في الكويت. أنهى دراسة الثانوية في ثانوية الدعيَّة في عام 1978، ليُبتعث إثرها إلى الولايات المتحدة، للدراسة في جامعة سانت لويس في ولاية ميزوري، حيث تخرّج منها في عام 1983، متخصصًا في علوم التنبؤات الجوية، وأصبح بعدها يُقدم النشرة الجوية في تلفزيون الكويت منذ عام 1984، إضافة إلى أنه يُقدم النشرة الجوية والفقرات البيئية في برنامج «صباح الخير يا كويت» منذ عام 1996. يشغل منذ عام 1994، منصب مراقب المحطات وطبقات الجو العليا في إدارة الأرصاد الجوية التابعة للإدارة العامة للطيران المدني الكويتي، وقد عمل في الفترة ما بين 1997 حتى 2003، مدرسًا منتخبًا لتدريس مادة علم الأرصاد الجوية في المعهد العالي للاتصالات والملاحة.
يُعد عيسى باحثًا وكاتبًا لبحوث ومنشوراتٍ عدة عن الأرصاد الجوية والبيئية، إضافة إلى بحوثه في مجال الرصد الميداني والمحميات الطبيعية وما تلعبه الأخيرة من دور في حماية الطيور والحياة الفطرية. وقد كتب الجزء الخاص عن مناخ الكويت والجزيرة العربية في كتاب (بالإنجليزية: Oceanographic atlas of Kuwait's waters)‏ الذي صدر في عام 2004. أيضًا هو مستشار جماعة الخط الأخضر، ومستشار وكاتب سابق في مجلة بحري، ومستشار سابق لمحطة بحري الفضائية. وهو مُحاضر لمادة الأرصاد والمناخ والبيئة في عددٍ من المؤسسات الخاصة والحكومية داخل وخارج الكويت. وعضو في اللجنة الوطنية لتغير المناخ العالمي، وعضو في الجمعية الكويتية للحماية وفريق رصد وحماية الطيور وفريق الغوص الكويتي، وعضو في اللجنة العالمية للطيور، وعضو سابق في مركز العمل التطوعي.